# Okénko (film)
Okénko je česká filmová komedie režiséra Vladimíra Slavínského z roku 1933.

## Tvůrci
- Režie: Vladimír Slavínský
- Námět: Olga Scheinpflugová divadelní hra Okénko
- Scénář: Lomikar Kleiner, Vladimír Slavínský
- Kamera: Jan Stallich
- Hudba: Josef Kumok
- Výprava-architekt: Štěpán Kopecký
- Střih: Antonín Zelenka
- Zvuk: Bedřich Poledník
- Vedoucí produkce: Zdeněk Reimann
- Zpěv: Hugo Haas, Arno Velecký
- Text písně: Saša Razov

## Hrají
- Hugo Haas (doc. Johánek)
- Arno Velecký (dr. Plevka)
- Antonie Nedošinská (Dynybylová)
- Lída Baarová (Růžena)
- Ladislav Pešek (student Divíšek)
- Jan W. Speerger (Apač Lojza)
- Ladislav H. Struna (Apač Tonda)
- Marie Grossová (Eva)
- Jaroslav Marvan (policejní komisař)
- Adolf Dobrovolný (pán v baru)
- Boris Milec (stepař v baru)
- Naďa Hajdašová (tanečnice v baru)
- Antonín Jirsa (stěhovák)
- Václav Žichovský (host v baru)
- Luigi Hofman (host v baru)
- Robert Ford (skladatel šlágrů)
- Helena Bušová (Plevkova přítelkyně)
- Jiří Hron (Růženin ctitel Pepíček)
- Antonie Langrová (písařka u Plevky)
- Renata Pokorná (švadlena)